# Отои
Окръг Отои (на английски: Otoe County) е окръг в щата Небраска, Съединени американски щати. Площта му е 1603 km², а населението - 15 396 души (2000). Административен център е град Небраска Сити.